# ژولین فرموته
ژولین فرموته (انگلیسی: Julien Vermote؛ زادهٔ ۲۶ ژوئیهٔ ۱۹۸۹) دوچرخه‌سوار اهل بلژیک است.
از باشگاه‌هایی که در آن بازی کرده‌است می‌توان به تیم کوئیک‌استپ فلورز و تیم دایمنشن دیتا اشاره کرد.
وی در مسابقات کشوری و بین‌المللی در مجموع برندهٔ ۱ مدال طلا، ۱ مدال برنز شده‌است.